# Voices from the List
Voices from the List es un documental estadounidense de historia de 2004, dirigido por Michael Mayhew, musicalizado por Nathan Wang, en la fotografía estuvo Yuval Shousterman y los protagonistas son Steven Spielberg, Leon Leyson y Leopold Rosner, entre otros. Esta obra fue realizada por Allentown Productions, Shoah Foundation y Survivors of the Shoah Visual History Foundation, se estrenó el 9 de marzo de 2004.

## Sinopsis
Steven Spielberg presenta este documental, en el cual supervivientes del holocausto que tuvieron trato con Oskar Schindler dan sus testimonios. Mediante sus palabras e imágenes de archivo se marca una ruta desde la toma alemana de Polonia hasta el momento que los judíos quedan libres.